# 태인 백씨
태인 백씨(泰仁白氏)는 전라북도 정읍시를 본관으로 하는 한국의 성씨이다.

## 인물
- 백광언(白光彦, 1554년 ~ 1592년) 조선 중기 무신
- 백사림(白士霖, ? ~ ? ) 광언의 동생. 임진왜란 때 김해부사
- 백용서(白龍瑞, 1556년 ~ ? ) 임란 호성공신(扈聖功臣), 통훈(通訓) 증호참(贈戶參)
- 백광종(白光宗, 1591년 ~ 1671년) 아이진첨사(阿耳鎭僉使)
- 백광조(白光祖, 1602년 ~ 1677년) 미곶첨사(彌串僉使)
- 백관묵(白寬默, 1804년 ~ 1866년) 태천 진사(進士)[주 1]
- 백철(白鐵, 1906년 ~ 1985년) 본명 백세철(白世哲) 문학평론가, 교육자
- 백행인(白行寅, 1915년 ~ ?) : 이화여자대학교 의과대학 교수
- 백상건(白尙健, 1918년 ~ ?) : 중앙대학교 정경대 교수
- 백행걸(白行傑, 1932년 ~ ?) : 제12보병 사단장, 코엑스 이사장

## 주해
1. ↑   한단고기(桓檀古記)의 원저자인 계연수에게 원동중의 『삼성기』(三聖紀)를 전한 '태천 백진사'다.